# 청자 구룡형 주전자 (보물)
청자 구룡형 주전자(靑磁 龜龍形 注子)는 서울특별시 용산구 국립중앙박물관에 있는 고려시대에 만들어진 청자 주전자이다. 1967년 6월 21일 대한민국의 보물 제452호로 지정되었다.

## 개요
청자 구룡형 주전자(靑磁 龜龍形 注子)는 고려시대 만들어진 청자 주전자로 연꽃 위에 앉아 있는 거북 모양이며, 높이 17.2cm, 길이 20.2cm의 크기이다.
얼굴은 매우 정교하고 실감나게 표현하였으며, 부분적으로 금을 칠하였다. 등 위에 붙어 있는 입는 오므린 연잎모양이고, 손잡이는 두 가닥의 연줄기가 꼬인 것으로 묘사되어 있다. 등 위에 음각된 거북등 무늬 안에는 ‘王’자를 하나씩 넣었다. 손잡이에는 흰색 점과 검은색 점을 드문드문 찍어서 장식하고, 연꽃 받침의 꽃잎 사이에는 흰색 점을 간간이 찍었다. 유약은 비취색으로 두꺼운 편이다.
대체로 전체적인 비례가 적당히 균형잡혀 있어, 동·식물이나 인물 형태를 본뜬 상형청자가 유행하던 12세기 전반의 특징을 잘 나타내고 있다.

## 같이 보기
- 청자 구룡형 주전자 - 국보 제96호

## 참고 자료
- 청자 구룡형 주전자 - 국가유산청 국가유산포털